# 马修·贝勒米
马修·詹姆斯·贝拉米（英語：Matthew James Bellamy，1978年6月9日—），出生于英国剑桥，是著名摇滚乐队Muse的主唱，吉他手，键盘手和主要的词曲作者。他同时也负责为歌曲中的弦乐部分写谱。他以戏剧而多变的高音假声、高超的吉他和钢琴演奏技巧以及充满爆发力的现场表演而闻名。

## 童年生活
马修出生于英国的剑桥。他的父亲，乔治，是六十年代时的英国摇滚乐队The Tornados的主吉他手，这是第一支以单曲"Telstar"打入美国排行榜第一名的英国乐队。马修的母亲玛莉莲出生于Belfast，七十年代时移居到了英格兰。她在英格兰的第一天便遇到贝拉米先生，后者那时还是伦敦的一名出租车司机。他们随后搬到了剑桥，并在那里生下马修的哥哥保罗，几年后又生下马修。在八十年代中期他们全家又搬至德文郡的Dawlish，在那里马修进入Westcliff小学。接着他们又搬到德文郡的Teignmouth，Matthew先后进入Teignmouth Community College和Exeter College。
在他14岁时，由于父母离异，他搬去和祖母一起住，也就是在这时，他开始弹奏吉他和钢琴。“在家里还过得去，我们家是中产阶级，有一点钱，”马修说道，“一直到14岁。是的，在14岁以前，我觉得我想要的都有了。接着什么都变了，父母离婚，我搬去和祖母住，也没那么多钱了。我有个妹妹，其实是同父异母的妹妹，还有个哥哥。14岁前音乐一直是我生活里的一部分，因为它也是家庭生活的一部分——我爸爸是个音乐人，他有支乐队，云云——但是我自己演奏音乐，是在搬到祖母那里之后才开始的。它已经变成了一种需要。”
马修6岁便开始弹钢琴，然而14岁时父母的缺失使他把兴趣转向了吉他。
马修最早的记忆是打坏了一件昂贵的传家宝——一面大镜子。他拿着个水桶转圈的时候松了手，砸碎了镜子，为此他妈妈说他们家将被诅咒七年。这发生在他父母离异的前一年。在1999年12月，马修声称这是他最为内疚的一段记忆。

## 音乐

### 风格
马修·贝拉米是Muse词曲创作的核心。他最常用的方式是运用颤音和假声唱歌（如"Supermassive Black Hole"， "Knights of Cydonia"， "Ruled by Secrecy"， "Micro Cuts"， 和"Showbiz"），琶音（如"Take a Bow"， "Starlight"， "Butterflies and Hurricanes"， "Ruled by Secrecy"， "New Born"， 和 "Bliss" ），还有旋律中大幅度或者八度的跳跃（如"Map of the Problematique"， "Stockholm Syndrome"， "Butterflies and Hurricanes"， 和 "Citizen Erased" ）。

### 声音
马修的真声音域是从G2到B♭4，并且可以用假声唱到A5的音高，整整三个八度。
他唱过的最低音是G2，在“Follow Me”里的30秒。他用真声唱到的最高音是“Feeling Good”里2分08秒时的B♭4（在现场表演时他似乎更倾向于使用假声），还有B-side里的“Futurism”。
在录音室里他唱到的最高音是G#5，在“Showbiz”（4分47秒）和“Micro Cuts”（2分53秒）里。有时在现场表演“Showbiz”时他会唱到A5，比如在Two Days a Week Festival in Wiesen, Austria。关于他在现场唱到的最高音尚有争议，许多人认为是在Radio 1表演“Muscle Museum”时最后达到A#5的尖叫。
根据Muse的鼓手多明尼克·霍华德在Route du Rock 2001的一次采访中所说，有位医生在检查过马修的声带后，评论说其不寻常地小，这大概就是为什么马修受过相对较少的训练和练习却仍能有这么宽广的音域的原因。